# Респендіал
Респендіал або Респендал (*д/н —418) — король аланів в Лузітанії та Карфагенській Іспанії у 409—418 роках.

## Життєпис

Володіння Респендіала у 411-418 роках (позначено світлим кольором)

Про походження замало відомостей. У 390-х роках очолював групу аланів, що відкочувала до Рейну. діяв спільно з вандалами асдінгами і свевами. 406 року разом зі свевами і вандали завдав поразки ріпуарським франкам у битві біля Могунтіаку. У ніч з 31 грудня 406 року на 1 січня 407 року в союзі з Гоаром, іншим вождем аланів, Фрідубальдом та Гундеріком королями вандалів, Ґундагаром, королем бургундів, Ґермеріком, королем квадів-свевів, алани Респендіала перетнули Рейн.
Спочатку вони пограбували північні райони Галлі. Потім рушили до річки Родан (Рона), водночас сплюндрували міста Аррас, Амьєн, Лан, Реймс, Страсбур, Тулузу, Мец, Лангр, Клермон, Арль и Ангулем. У 408 році Респендіал разом зі свевами і вандалами рушив до Піренейського півострова. На своєму шляху вони сплюндрували значну частину Нарбоннської Галлії.
Восени 409 року, скориставшись протистоянням Константа II з магістром армії Геронтієм, разом із свевами та вандалами перетинають Піренеї й займають західні та центральні райони Піренеїв. За остаточною угодою 411 року Респендіал отримує провінції Лузітанію та Карфагенську Іспанію, ставши наймогутнішим володарем Іспанії. Тут Респендіал заснував власне королівство.
Втім у 410 році Гоар, король аланів, не бажаючи підкорятися Респендіалу, залишив півострів і перейшов на бік Західної Римської імперії, заснувавши Північне Аланське королівство. Це значно послабило державу Респендіала.
У своїй боротьби проти римлян та їх союзників вестготів спирався на військову підтримку вандалів-силінгів. У 416 році разом з останніми вступив у боротьбу з Валлією, королем вестготів, яка тривала до 418 року. Зрештою Респендіал зазнав поразки й загинув. Владу успадкував його син Аддак.